# Claudette Pace
Claudette Pace (Naxxar, 8 de fevereiro de 1968 — ) é uma cantora maltesa.
Claudette Pace participou em  vários festivais locais e internacionais, tendo ganho vários prémios. Em 1995, Claudette ganhou o "prémio de melhor Artista feminina" prémio Malta Music Awards, um prémio para o qual ela tem sido nomeada durante vários anos. O seu álbum  Beginnings também foi nomeado para o de "Melhor Álbum" em 1998. Pace representou Malta no Festival Eurovisão da Canção 2000 com a canção Desire" que terminou em 8.º lugar. A canção foi um sucesso e apreciada pela comunidade gay, tendo sido a canção oficial a parada gay do Reino Unido em 2001, onde ela também cantou "Power of Pink", um verdadeiro hino gay.
| Prêmios e realizações                             | Prêmios e realizações                      | Prêmios e realizações                                      |
| ------------------------------------------------- | ------------------------------------------ | ---------------------------------------------------------- |
| Precedido por Times Three with "Believe 'n Peace" | Malta no Festival Eurovisão da Canção 2000 | Sucedido por Fabrizio Faniello with "Another Summer Night" |